# ワンワン (いないいないばあっ!)
ワンワン（ラテン文字表記：Wanwan）とは、NHK Eテレで放送されている幼児向け番組『いないいないばあっ!』に登場するキャラクターである。1996年の番組開始以来、レギュラー出演を継続中。

## 概要
『いないいないばあっ!』においては1996年（平成8年）1月15日のパイロット版から登場しており、同番組に登場するおねえさんと操り人形が代々交代している中、長期に渡り出演し続けている。Eテレキッズの番組の出演者の中でも、非常に長期間レギュラー出演しているキャラクターである。
パイロット版とは容姿が異なっている。
5歳児という設定から逸脱した小ネタを挟む事が特徴の一つである。
声優および人形操演はチョー。操演に関しては三枝創が代役を務める場合もある。

## キャラクター・性格
大きな犬の男の子で、一人称は「ワンワン」。1（ワン）月1（ワン）日生まれのやぎ座。年齢5歳。年齢については、2017年のインタビュー記事で「ワンワンはずっと5歳だけど」とコメントするなど、年をとらないことは自覚しているようである。また、番組プロデューサー（2017年当時）も、親も元ネタを知っていないとわからない小ネタをはさむ点について、「ワンワン5歳なのにね（笑）」とコメントしている。
犬種は「雑種から生まれた新種」。埼玉県生まれ。好きな食べ物は納豆で、好きな色は白。お絵描きが得意。高いところが苦手。チャームポイントは足の裏側の肉球。自分も犬であるにもかかわらず、犬が苦手。これは『たんけんぼくのまち』の「チョーさん」と同じ設定。しかし番組内に登場する犬のキャラクターは複数おり（キャンキャン、ジャンジャンなど）、またDVD「いないいないばあっ! おそとであそぼ!〜はる・なつ・あき・ふゆ〜」ではセント・バーナードと積極的に遊ぶ場面も収録されている。初期設定では犬の人形がペンタの魔法でおねえさんのかなちゃんと共にからプードルのような犬に変身したようである。（オープニングのCGアニメで魔法にかけられた二人がモコモコな衣装に変化するシーンで確認できる）
登場時にはジェスチャー付きで「いつも元気なワンワンでーす」というのが決まり文句。ただし「いつもかわいいワンワンでーす」などと変化する場合もある。
ぽぅぽやおねえさんよりも暑さ寒さに弱く、疲れやすい。また常に食欲が旺盛であり、食べ物に釣られることが多いが、にんじんは苦手で、カレーに入っている大きめのにんじんはどかして食べるということ。
体色は耳、腕、足は緑で後は全て白。このデザインはレギュラー放送開始以後一貫して変わらないが、パイロット版は後に決まる現在のデザインとは大きくかけ離れたものだった。

## ワンワンが扮するキャラクター
| キャラクター             | 特徴 |
| ------------------------ | --- |
| 旅がらすワン太郎         | ワンワンが菅笠をかぶり、道中合羽に身を包んだ旅人風のキャラクター。一人称が「あっし」に変わり、口調も「○○でござんす」といなせな江戸前風に変わる。 テーマソング「旅がらすワン太郎」を歌うほか、全国各地を旅するコーナーもある。「ワンワンとワン太郎」として、ワンワンと旅がらすワン太郎がそれぞれ交互に現れる場合もあるため、同一人物ではないという設定。 ワンワンわんだーらんどにもしばしば登場し、コンサート会場のご当地ネタ（名産品、グルメなど）に言及する。なお、「旅烏」とは「定住しないで旅から旅に日を送る人」をさす。 |
| パクパクさんとパクこさん | ワンワンが自らの左右の手を顔に見立てて演じるキャラクター。ワンワンの右手がパクパクさん、左手がパクこさん（まれに逆になることもある）であり、互いに掛け合いするのが常。 パク子さんにはまつげとリボンが付いており、口調や声の高さも女性である。パクこさんは大変自由奔放で、かつ食欲、物欲ともに大変旺盛な女性である。二人はカップルのようだが、基本的にパクパクさんはパクこさんの尻に敷かれている。 パクパクさんがピンボールゲームを行う「パクボール」というコーナーがあり、「どこにはいるかパクボール」というかけ声とともにパクパクさんがピンボールをはじく。 「パクパクおんど」「パクパクフラダンス」などの持ち曲もあり、いずれもチョーが作詞を担当している。 基本的にはパクパクさんとパクこさんを演じている間はワンワンは姿を見せないが、「パクパクフラダンス」のみ例外的に手にパクパクさんとパクこさんをつけたままワンワンがフラダンスを踊る。DVD「いないいないばあっ! おひさまとダンス!」では、ワンワンとことちゃんが、パクパクさんとパクこさんがワンワンの手であることをうーたんには秘密にしようとしている場面がある。 一方、「じゃんぐるビート」ではジャングルと思しき場所に迷い込んだパクパクさんが遠くに当時のおねえさんのゆきちゃんとワンワンの影を見つける場面があり、別の個体という設定も見受けられる。 |
| スーパーワン             | ワンワンが赤いマントをつけてスーパーマン風に変身するキャラクター。一人称は「私」に変わる。 テレビドラマ『月光仮面』主題歌「月光仮面は誰でしょう」風のテーマソング「スーパーワンのうた」とともに登場する。テーマソングの歌詞によれば「何のために現れるのかわからない」。 特に身体能力等がワンワンから変化するわけではなく、元のワンワン同様比較的疲れやすい。 普段は水撒きや道路工事など、町のボランティア活動に取り組んでいる。私物には全て「ワ」の文字が書かれたマークを付け、大事にしている。いつでも強い犬でいるために度々特訓を行うが、すぐ疲れてしまうので長続きしない。 DVD『いないいないばあっ〜ひよこおんど♪〜』には、当時のおねえさんであるゆうなちゃんが赤いマントをつけたゆうなマンのほか、うーたんマン、パクパクマンまで登場する様子が収録されている。 |
| 犬山ワン太郎             | ワンワンが眼鏡をつけたキャラクター。ネクタイをしている場合もある。一人称は「わたくし」。NHK Eテレ「ばあっ!ニュース」のキャスターである。ワンワンわんだーらんどでは今回の公演地の紹介、次回放送の予告を行っている（ジャンジャンがカメラマンのジャンカメくんに扮して行うこともある）。 ワンワンわんだーらんどでは登場時の「ごっきー?」が決め台詞。 DVD「いないないばあっ! わ〜お!」で進行役を務めていたが、途中眼鏡とネクタイを外し、一人称も「ワンワン」になってしまうため、ワンワンとは同一人物として扱われる。 一方で、DVD「いないいないばあっ! 〜ワンツー!パンツー!〜」では旅がらすワン太郎と犬山ワン太郎が交互に登場し、すれ違い続けるという場面があるため、こちらは別人格として扱われている。 |
| ワンワンカー             | のりものタウンという乗り物のアニメコーナーに登場するワンワン風の自動車のキャラクター。 |
| わんじい                 | DVDや「ワンワンわんだーらんど」のオープニング及びステージに登場するキャラクター。当初アニメーションのみの表示であったが、2011年度の「ワンワンわんだーらんど」ステージからは操り人形としても登場した。 |

## エピソード
- 基本的には声を担当しているチョー自らが着ぐるみの中に入って演じているが、これは、『おはよう!こどもショー』（日本テレビ）のロバくん（操演・声 - 愛川欽也）に影響を受けたものであり、チョー自身が「目標」と語っている[17][18]。
- チョーは、ワンワンの演じ方について、ぬいぐるみが大きいせいか着ぐるみの中でどんなに大きくアクションをしてみてもどうしても動きが小さく見えてしまうので、「自然体の動きをしよう」と考え、ひとつの感情を表現するときでも片方の手では背中をかいてみたり小道具をたたいてみたりと関係ない動きを出すことで人間くささを出している、と述べている[18]。
- チョーは、番組の主役は赤ちゃんであり、その自由奔放な赤ちゃんにできるだけ近づきたいという思いでありのままの心であろうと努めているため、ワンワンはいろんなものを取っ払った“もうひとりの自分”、分身のような存在であるとも述べている[19]。
- チョーは、NHK教育テレビにて1984年（昭和59年）から1992年（平成4年）まで放送されていた社会科番組『たんけんぼくのまち』の「チョーさん」として出演していた経歴があり、ワンワンが番組の中で『たんけんぼくのまち』でお馴染みだった「たんけん地図」の作成を披露したこともある。
- ワンワンの着ぐるみは何度か代替わりをしており、全体的なフォルムや目の大きさなどが変化しているが詳細は不明。番組プロデューサー（2017年当時）によれば、ワンワンが「ふわふわしていること」を大事にしており、「子どもがぎゅーって抱きつきたくなるようなふわふわ感」が重視されるが、「白いから毛のお手入れも大変」なのだという[1]。
- 2009年（平成21年）1月10日、NHK教育テレビ50周年特別番組「あつまれ!キッズソング50」では『ぐ〜チョコランタン』のスプーとともに劇中で主役を務めた[20]。
- 2011年（平成23年）2月、さいたまスーパーアリーナで行われた「おいでよ！夢の遊園地」で「おかあさんといっしょ」単独のコンサートに初めて出演した。これらは2015年（平成27年）まで出演。
- 2014年（平成26年）5月5日にNHK-FMで放送された「今日は一日キッズソング三昧」にてワンワンが登場。その際共演した『ともだちいっぱい』のモン太（声 - 田中真弓、『ONE PIECE』のルフィの声を担当）が「ワンワン、骨やって!」と言ったためワンワンと同じくチョーが声を担当するブルックを披露した。
- 2017年（平成29年）、「番組が2016年（平成28年）で20周年の節目を迎えた」「番組で流れた新曲の歌詞が引退を示唆している」「別なキャラクター『ジャンジャン』の出番が増えている」「ワンワンの『中の人』であるチョーさんが今年で還暦を迎える」などを根拠として、ワンワンの引退説がインターネット上で囁かれたが、「現場の番組担当者に確認しましたが、『引退という事実はない』とのことでした」というNHKの回答があったというニュースサイトの記事により、引退説は終息した[21][1]。
- 2018年（平成30年）12月31日に、うーたんと当時のおねえさんであるゆきちゃんと共に「第69回NHK紅白歌合戦」に出演。
- 2024年（令和6年）にはプロサッカーチームのセレッソ大阪の試合前場外イベントとJリーグ史上初の"ワンワンによるレフェリーエスコート"に招待され、どちらのチームがキックオフを行うかを決めるコイントスも行うこととなった[22]。同イベントには有名人が3試合連続で招集されており、ゴー☆ジャス、小島よしお、ワンワンの順となった。